# Raíz aérea

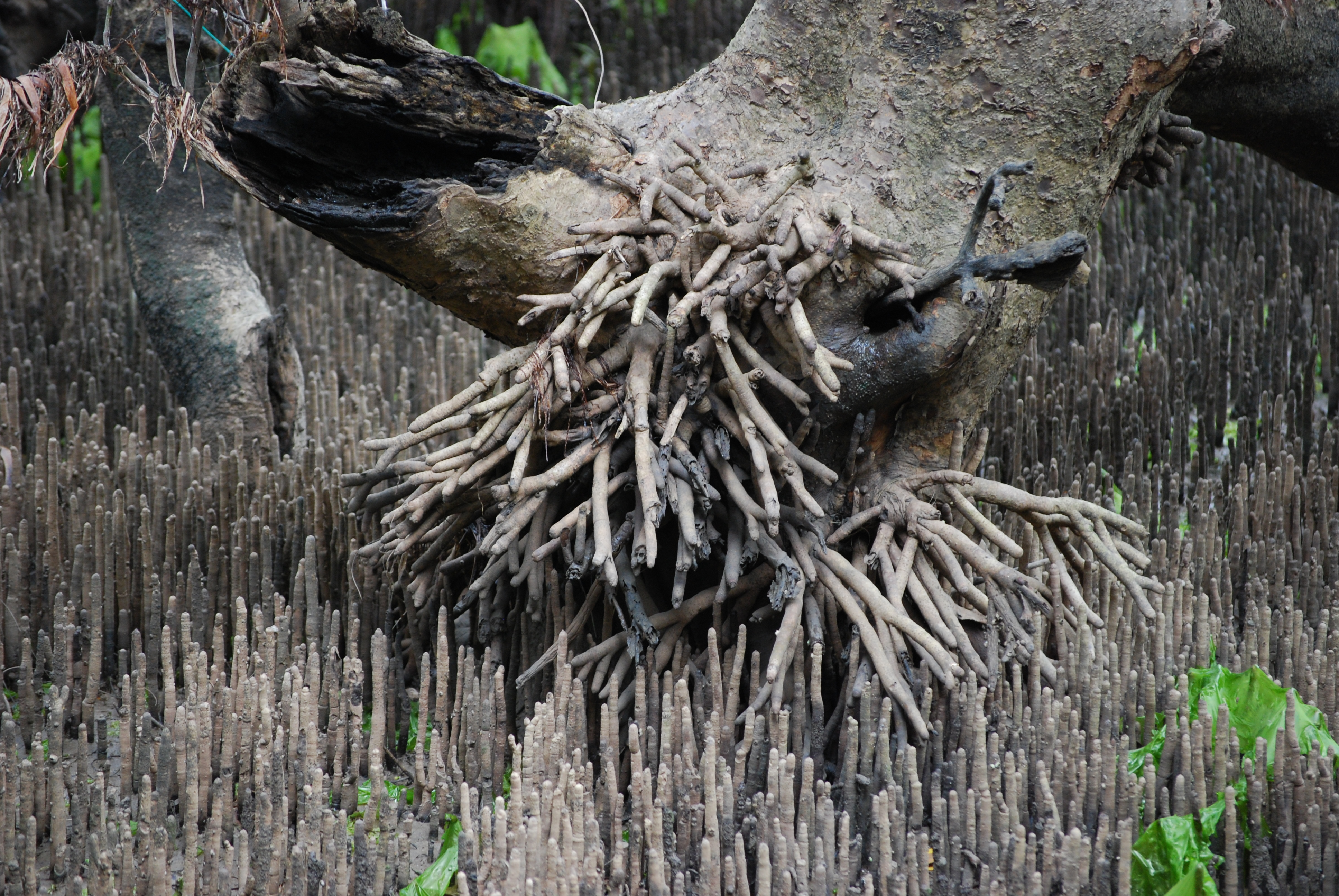
El Mangle Gris (Avicennia marina) con sus neumatóforos o raíces aéreas.

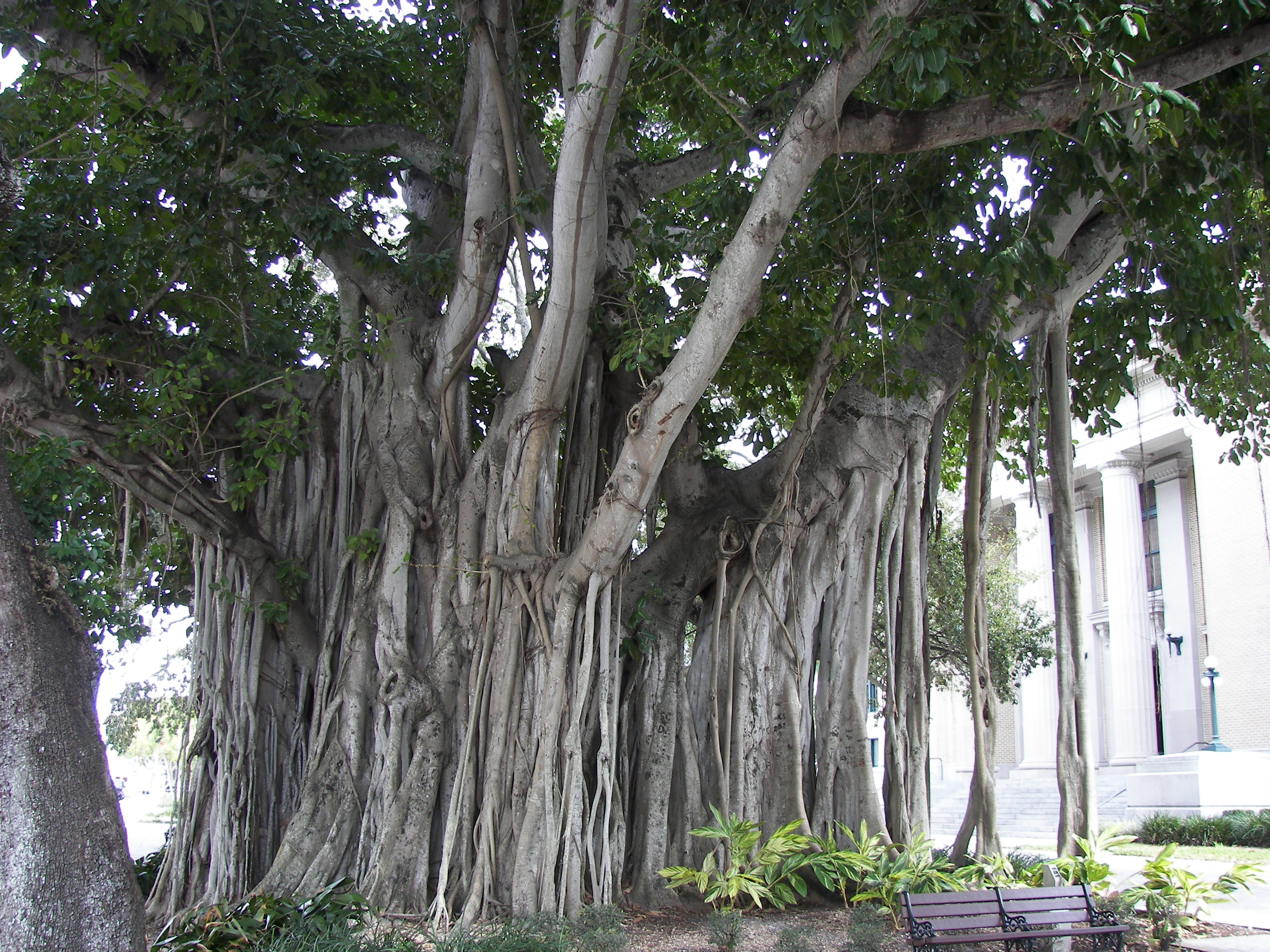
Banyan especie de árbol indeterminada en Fort Myers, Florida.

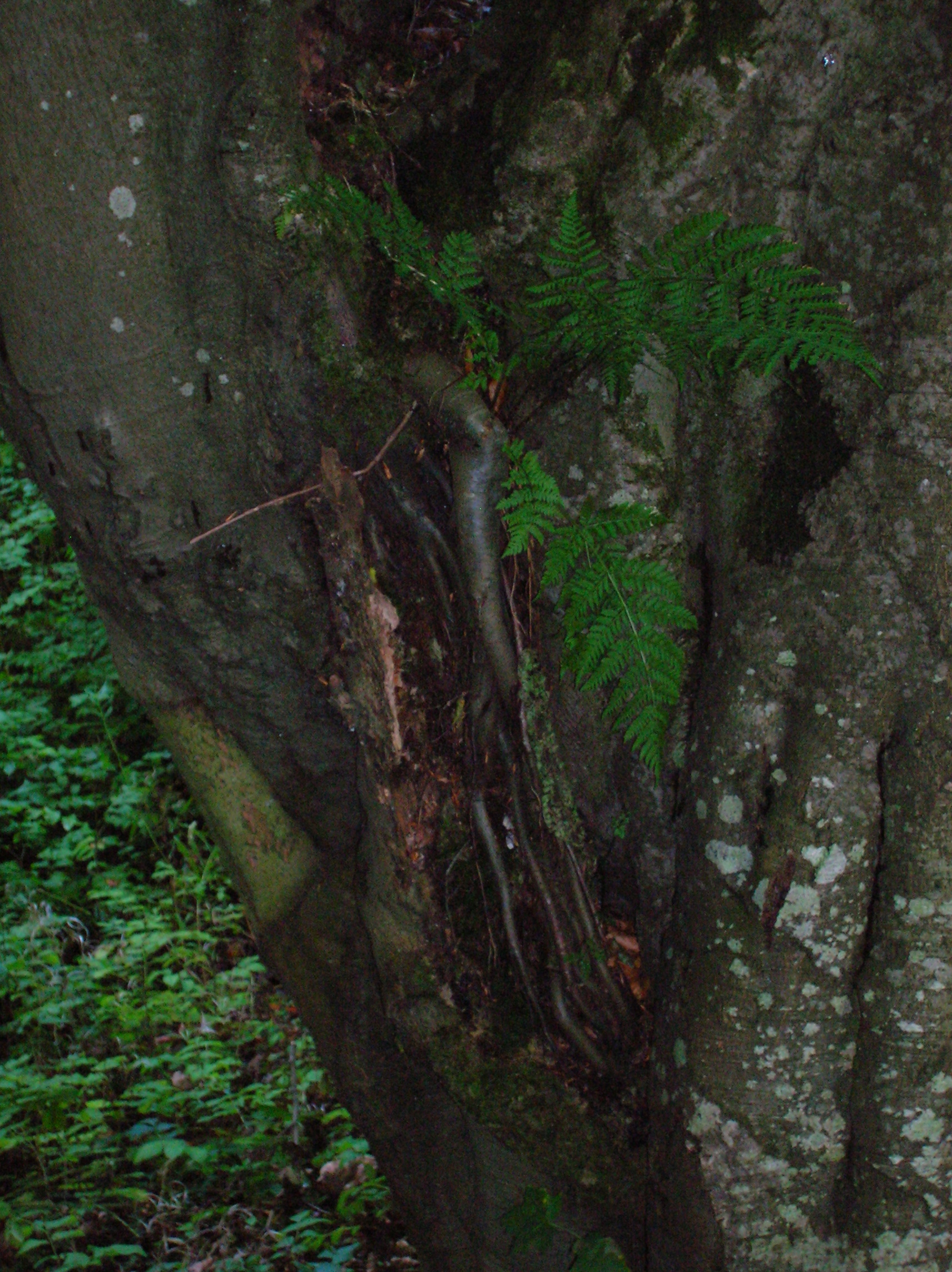
Haya Europea.

Las raíces aéreas son raíces que se caracterizan por crecer por encima del nivel del suelo; no encontrándose, por lo tanto, enterradas en el sustrato, pero generalmente requieren de una superficie para fijarse (a diferencia del tallo que es un órgano completamente aéreo). Pueden darse en diversas especies de plantas, incluyendo epífitas como las orquídeas, árboles tropicales, en pantanos costeros como los manglares, diversas especies de higueras, bosque templados (Metrosideros robusta y Pohutukawa o M. excelsa), árboles de Nueva Zelanda, en especies de vides como Hedera helix y en la hiedra venenosa e irritante (Toxicodendron radicans).

## Tipos de raíces aéreas
Este órgano de la planta, que es encontrado en especies vegetales muy diversas, posee diferentes adaptaciones y especializaciones, dependiendo de cual sea el hábitat de la especie concreta. Atendiendo a razones de dirección de crecimiento pueden clasificarse en:
- De gravitropismo positivo:Crecen de arriba hacia abajo, o de la planta hacia el suelo.

- De gravitropismo negativo: Crecen de abajo hacia arriba, de las raíces de la planta hacia su parte superior fuera del suelo.

## Las raíces aéreas como soportes
Las hiedras no parasitarias son enredaderas que utilizan sus raíces aéreas para aferrarse a las plantas huésped, las rocas, o las construcciones sobre las que se desarrollan. Las raíces de soporte en forma de tallos aéreos crecen hacia abajo en dirección al suelo para sujetar la planta. Son ejemplos de esto último, el maíz y distintas especies de  Pandanus.

## Estranguladores
El Banyan o árbol Ficus es un ejemplo de una higuera estranguladora que empieza su vida como un epífita en la corona de un árbol. Sus raíces crecen hacia abajo y alrededor del tallo de la huésped, viéndose acelerado su crecimiento una vez que alcanza el suelo. Con el tiempo, las raíces se unen para formar un pseudo tronco, que finalmente, estrangula y seca al huésped. Otro estrangulador que empieza su vida como una epífita es el Ficus macrophylla, originario de áreas tropicales y subtropicales del este de Australia. En las selvas subtropicales del norte de Nueva Zelanda, Metrosideros robusta , el árbol rata, envía raíces aéreas por varios lados del tronco del huésped. A partir de estas raíces descendentes, crecen otras horizontales que se funden con las raíces descendentes. Con el tiempo el árbol huésped muere, dejando como único rastro un núcleo hueco en el pseudo tronco masivo de la Rata.

## Neumatóforos
Estas raíces aéreas especializadas permiten a las plantas respiran aire en hábitats con suelos anegados. Las raíces pueden crecer hacia abajo de la planta, o hasta de las raíces propiamente dichas. La superficie de estas neumatóforos están cubiertas de lenticelas que toman aire mediante un tejido esponjoso que utiliza osmótica para la difusión de oxígeno en toda la planta, según sea necesario.

## Raíces Parásito
Este tipo de raíces aéreas se encuentran en plantas parasitarias. En este caso poseen unos discos adhesivos con los que se unen a la planta huésped, incluso penetrando sus tejidos externos, para así alimentarse de ella extrayendo la savia que fluye por su interior. El Muérdago es un conocido ejemplo de este tipo de plantas.

## Raíces propagativas
Las raíces adventicias se desarrollan generalmente a partir de los nodos de las plántulas formadas a través de tallos horizontales sobre el suelo, llamados estolónes. Algunas hojas de dichos estolones desarrollan yemas adventicias, que luego forman raíces adventicias. Las plántulas adventicias son aquellas que se separan de su planta madre y se desarrollan de forma separada por este método, de un modo que podríamos denominar como clonación de los padres.